# Meghnad Jagdishchandra Desai
Meghnad Jagdishchandra Desai ( 10. července 1940 Baroda – 29. července 2025 Londýn) byl britský ekonom pocházející z Indie, na Londýnské škole ekonomie a politických věd profesor ekonomie. Za svou činnost získal rovněž mezinárodní ocenění.

## Život
Narodil se ve městě Baroda, v indickém státě Gudžarát. Studoval na Bombajské univerzitě, na níž získal roku 1958 akademický titul bakaláře a o dva roky později (1960) titul magistra. Následně přešel do Spojených států amerických na Pensylvánskou univerzitu, kde vystudoval postgraduální studium, které zakončil roku 1964. V tu dobu, od roku 1963, po dobu dvou let (do roku 1965) vyučoval coby mimořádný specialista v oboru ekonomie zemědělství na Kalifornské univerzitě v Berkeley. Následně se stal asistentem a od roku 1977 odborným asistentem na zmíněné Londýnské škole ekonomie a politických věd. Roku 1980 se tamtéž stal docentem a v roce 1983 byl jmenován profesorem pro oblast ekonomie na téže vysoké škole. Roku 1991 jej navíc královna povýšila do šlechtického stavu.

## Výzkum
Řadí se mezi ekonomy keynesiánského směru. Věnuje se ale rovněž marxistické politické ekonomii a zkoumá i ekonometrii a statistiku. Když roku 1964 končil svá doktorandská studia, zabýval se ve své disertační práci ekonometrii, kterou užil na komoditní trhy. V dokumentu stvořil jeden z nejrozsáhlejších komoditních modelů ekonomiky cínu.
Zaobíral se makroekonomickými modely zachycující britskou ekonomiku, jež měly za cíl analyzovat její stabilizační procesy. Na začátku sedmdesátých let 20. století orientoval svá bádání na otázku inflace a jejího vztahu na nezaměstnanost. Vlivem provázání jak keynesiánské ekonomie, tak marxistické politické ekonomie došel k dopracování a rozvinutí Goodwinova modelů růstového cyklu, v němž zobrazuje vztah inflace a nezaměstnanosti dle modelu marxistického typu. Současně umožňuje nový přístup k takzvané Phillipsově křivce. Tento svůj výzkum prezentoval roku 1973 v periodiku nazvaném Journal of Economic Theory, do něhož přispěl odborným článkem pojmenovaným Inflation and growth cycles in a model of the class struggle, v českém překladu Inflace a cykly růstu v modelu třídního boje. Tématu Phillipsovy křivky se věnoval i nadále a o dva roky později (1975) sepsal pro časopis Economica příspěvek, ve kterém prezentoval vztah této křivky, respektive Phillipsovy ekonometrické metody v závislosti na její kazuální interpretaci. Dále se věnoval testování alternativních modelů inflace z pohledu jejich validity.
V díle Marxian Economic Theory vydané roku 1974, což byla autorova první knižní publikace, popsal, do té doby neuveřejněný, význam pracovní teorie hodnoty a transformačního problému podle Karla Marxe a rovněž zde podrobil kritické analýze Marxův model akumulace. Podle Desaiho totiž tento model není vhodným rozborem kapitalistické ekonomiky z hlediska její dynamické nerovnováhy.
V dalších letech se seznámil s prací ekonoma Amartya Seny a věnoval se otázkám lidské chudoby, hladovění a rovněž hospodářského rozvoje. Spolupracoval s mezinárodní Organizací spojených národů (OSN), pro kterou participoval na tvorbě Zprávy o lidském rozvoji a rozpracoval ukazatele definující a hodnotící míru lidského blahobytu.